# Liste des présidents de l'ACFO
Ceci est une liste des présidents de l'Association canadienne-française d'éducation de l'Ontario, devenue l'Association canadienne-française de l'Ontario puis l'Assemblée de la francophonie de l'Ontario

## Association canadienne-française d'éducation de l'Ontario (1910-1969)
- 1910-1912 Napoléon Antoine Belcourt
- 1912-1914 Charles-Siméon-Omer Boudreault
- 1914-1915 Alphonse-Télesphore Charron
- 1915-1919 Philippe Landry
- 1919-1932 Napoléon Antoine Belcourt
- 1932-1933 Samuel Genest
- 1933-1934 Léon-Calixte Raymond
- 1934-1938 Paul-Émile Rochon
- 1938-1944 Adélard Chartrand
- 1944-1953 Ernest Désormeaux
- 1953-1959 Gaston Vincent
- 1959-1963 Aimé Arvisais
- 1963-1969 Roger N. Séguin

## Association canadienne-française de l'Ontario (1969-2004)
- 1969-1971 Roger N. Séguin
- 1971-1972 Ryan Paquette
- 1972-1974 Omer Deslauriers
- 1974-1976 Jean-Louis Bourdeau
- 1976-1978 Gisèle Richer
- 1978-1980 Jeannine Séguin
- 1980-1982 Yves Saint-Denis
- 1982-1984 André Cloutier
- 1984-1987 Serge Plouffe
- 1987-1988 Jacques Marchand (par intérim)
- 1988-1990 Rolande Faucher
- 1990-1994 Jean Tanguay
- 1994-1997 André J. Lalonde
- 1997-1999 Trèva Cousineau
- 1999-2001 Alcide Gour
- 2001-2004 Jean-Marc Aubin

## Assemblée des communautés franco-ontariennes (2004-2006)
- 2004-2005 Jean Poirier
- 2005-2006 André Thibert (par intérim)

## Assemblée de la francophonie de l'Ontario (2006- )
- 2005-2006  Simon Lalande (président du comité provisoire)
- 2006-2010  Mariette Carrier-Fraser
- 2010-2016  Denis B. Vaillancourt
- 2016-2022  Carol Jolin
- 2022-auj.  Fabien Hébert